# Atentado islamista de Mannheim (2024)
En el ataque con cuchillo ocurrido en Mannheim el 31 de mayo de 2024, un afgano residente en Alemania hirió mortalmente al policía Rouven Laur e hirió gravemente a otras cinco personas. El ataque iba dirigido contra Michael Stürzenberger, presidente de la asociación antiislámica Pax Europa y provocó, pocos días antes de las elecciones europeas, acalorados debates en todo el país sobre cómo afrontar las amenazas islamistas y la deportación de delincuentes graves a Afganistán. El Fiscal General federal de Alemania está llevando a cabo la investigación del caso penal, que está clasificado como de «motivación religiosa». 

## Atentado
El movimiento ciudadano Pax Europa (BPE) organizó un puesto informativo en la plaza del mercado de Mannheim con motivo de una manifestación destinada a concienciar sobre el Islam político. Stürzenberger había sido anunciado como orador. Fuerzas policiales estuvieron presentes para proteger el evento, que fue retransmitido en directo por el equipo Augen-Auf-Teams y grabado desde una perspectiva diferente por un transeúnte. El directo mostró cómo, poco después de las once y media del mediodía, se produjo un ruido repentino a pocos metros de la tribuna y dos hombres cayeron al suelo. La persona que filmaba grabó a Stürzenberger y a un atacante levantándose del suelo. El atacante, que portaba un cuchillo, se defendió de dos voluntarios del BPE que se acercaban. Luego volvió a saltar sobre Stürzenberger, lo arrastró al suelo y lo apuñaló con violencia. Dos transeúntes que acudieron inmediatamente a ayudar consiguieron sujetar al atacante en el suelo; Stürzenberger se puso fuera del alcance del cuchillo. Un tercer transeúnte, de mayor edad, se acercó y, en medio de la confusa situación, golpeó a uno de los dos voluntarios, que ya no pudieron contener al yihadista.
De los agentes de policía que acudieron al lugar, Rouven Laur fue el primero en intervenir. Sacó al transeúnte mayor de la pelea, lo inmovilizó contra el suelo y le dio la espalda al resto de la acción. El atacante, liberado, lo apuñaló dos veces en el área trasera de la cabeza, antes de ser abatido por otro policía. Todo el evento duró unos 25 segundos. Los servicios de emergencia llegaron al lugar a los ocho minutos.

## Sospechoso e investigación
El sospechoso, Sulaiman A., de 25 años, nació en Herat (Afganistán) y llegó a Alemania con su hermano en marzo de 2013 como un menor refugiado no acompañado de 14 años. Solicitó asilo, inicialmente se registró en Fráncfort del Meno y en agosto de 2014 se mudó a un grupo residencial para jóvenes en el distrito de Bergstraße de Hesse. Como miembro del club de taekwondo Bergstraße Bensheim eV, participó en 2013 y 2014 en la Copa Internacional de Renania-Palatinado y en el Campeonato de Hesse en la disciplina full contact y ganó el oro en 2013 y el bronce en 2014. Completó un diploma de escuela secundaria y cursos de alemán hasta el certificado B2 (comunicación fluida). Su solicitud de asilo fue rechazada en julio de 2014; debido a su edad, la oficina de inmigración prohibió la deportación. A. trabajó durante un tiempo como trabajador no cualificado y se ofreció como voluntario para ayudar a los refugiados en el distrito. Vivía en Lorsch y en 2019 se casó con una mujer turca de ciudadanía alemana, con la que vivió en Heppenheim, en el sur de Hesse, hasta el momento del crimen. Después del nacimiento del primero de los dos hijos de la pareja, el sospechoso recibió en 2023 un permiso de residencia temporal gracias a la ciudadanía alemana de su esposa hasta 2026, de conformidad con el artículo 28 de la Ley de residencia. A. últimamente no trabajaba, vivía con su familia en un apartamento de tres habitaciones y recibía prestaciones ciudadanas. Según una investigación del diario Die Welt, A. habría subido recientemente a un canal de YouTube vídeos del ahora asesinado predicador afgano y comandante talibán Ahmad Zahir Aslamiyar, que llamaba a la yihad contra Occidente. Las mezquitas de Fráncfort del Meno y de Heppenheim, que supuestamente visitó A., están clasificadas como islamistas y supervisadas por la Oficina Estatal de Protección de la Constitución de Hesse.
Debido a la herida de bala, el sospechoso fue sometido a una cirugía y no está disponible para ser interrogado. Su vida corría peligro y tuvo que ser puesto en coma inducido (a 16 de junio de 2024). El día del crimen registraron su apartamento en un edificio de gran altura en Heppenheim y confiscaron, entre otras cosas, soportes de datos electrónicos. Según la policía, al día siguiente el tribunal de primera instancia de Karlsruhe emitió una orden de detención por intento de asesinato a petición del fiscal local. Desde el principio, los investigadores creyeron que era probable que el crimen tuviera una motivación política y una motivación islamista. Por lo tanto, la policía de seguridad del estado llevó a cabo la investigación. El 3 de junio, el Fiscal General federal se hizo cargo de la investigación porque el delito fue calificado de «motivación religiosa». La investigación está en curso por asesinato, cinco intentos de asesinato y lesiones corporales graves. En el teléfono inteligente de A. se reconstruyó un archivo de audio de un chat eliminado de Telegram, que podría ser un mensaje motivacional.

## Víctimas
El sospechoso hirió a seis personas: el activista islamófobo Michael Stürzenberger, de 59 años; el inspector jefe de policía Rouven Laur, de 29 años; otros dos ciudadanos alemanes del entorno de Stürzenberger que se apresuraron a ayudar, un kazajoalemán y un arameo cristiano de Irak, que también se apresuró a ayudar. Stürzenberger fue apuñalado varias veces en la cara, el cuerpo y las piernas. Posteriormente fue operado de urgencia y al día siguiente afirmó que su operación había ido bien. Laur sufrió heridas mortales en el cuello y la cabeza como resultado de puñaladas, fue sometido a una cirugía de emergencia inmediatamente después del crimen y fue puesto en coma inducido. El 2 de junio de 2024, le declararon en muerte cerebral y lo mantuvieron vivo durante horas en una máquina de circulación extracorpórea como donante de órganos. La policía criminal del estado de Baden-Württemberg, la jefatura de policía de Mannheim y la fiscalía de Karlsruhe anunciaron conjuntamente que el agente había sucumbido a sus graves heridas. El iraquí sufrió tres puñaladas y fue dado de alta del hospital el 3 de junio de 2024.

## Juicio
El 13 de febrero de 2025, comenzó el juicio contra Sulaiman A. en el Tribunal Regional Superior de Stuttgart acusado por el Generalstaatsanwalt (Fiscal General Federal). Los cargos se establecieron como un cargo de asesinato, cinco cargos de intento de asesinato así como otros cargos menores como la simpatía por el grupo terrorista Estado Islámico. Se prevé que el juicio cuente con 50 fechas con pruebas programadas y su conclusión se dilate previsiblemente hasta octubre de 2025.

## Reacciones

### Locales
El 2 de junio de 2024 tuvo lugar en la plaza del mercado de Mannheim una reunión del partido de extrema derecha Alternativa Joven para Alemania (JA), con 150 participantes, bajo el lema La remigración habría evitado este acto. Al mismo tiempo, una alianza no partidista celebró una vigilia en el mismo lugar bajo el lema unidad contra la violencia, el odio y la incitación y formó una cadena humana en el centro de la ciudad. Mientras tanto, miembros del grupo de extrema izquierda Antifa se enfrentaron con la policía. El 3 de junio de 2024, unas 8000 personas participaron en una manifestación de luto en la plaza del mercado, entre ellos numerosos representantes de la política federal, estatal y local, como la ministra federal del Interior Nancy Faeser (SPD), el ministro del Interior de Baden-Württemberg, Thomas Strobl (CDU), así como miembros del Bundestag, del parlamento regional y del consejo local. También tuvo lugar una oración interreligiosa por la paz.
El 7 de junio de 2024 a las 11:34, exactamente una semana después del momento del crimen, al menos 1000 personas en la plaza del mercado recordaron al policía fallecido en un minuto de silencio. Además de sus padres y familiares, estuvieron presentes el presidente federal Steinmeier, el primer ministro Kretschmann, el ministro del Interior Strobl y una delegación de patrulleros de la policía de Mannheim. En Berlín, más de 2500 personas se reunieron en una marcha silenciosa convocada por los sindicatos policiales.
El 14 de junio de 2024, alrededor de 2000 policías y ciudadanos participaron en una marcha fúnebre en memoria de Rouven Laur en el centro de Mannheim. El cortejo fúnebre pasó por una fila formada, entre otros, por empleados de los bomberos y de los servicios de salvamento. A continuación se celebró un funeral en el Rosengarten de Mannheim en presencia de políticos locales, estatales y federales.

### Medios de comunicación
El periodista turco-alemán Deniz Yücel comentó: «Si el autor hubiera sido deportado a tiempo, Rouven L. todavía estaría vivo». Se refería al estatus del autor como solicitante de asilo rechazado. «Las deportaciones más consistentes no tienen por qué contradecir la promesa de protección humanitaria. Todo lo contrario.» Respecto al ataque, el psicólogo Ahmad Mansour, experto en estudios islámicos, investigaciones sobre el extremismo islamista y la desradicalización, subrayó el problema fundamental de que «los críticos del Islam pueden ser difamados hasta deshumanizarlos». Se supone un motivo islamista al atentado.
En las redes sociales se distribuyeron varias versiones editadas y sin cortes de la transmisión en vivo de BPE que muestra el ataque. También hubo declaraciones en las redes sociales glorificando y aprobando el crimen por parte de los islamistas, lo que motivó el inicio de investigaciones penales. En un vídeo en TikTok, el islamista serbio Muhammed R., bajo el nombre de usuario «Imam Meta», elogió el acto y amenazó de muerte a todos los exmusulmanes, al Estado de Israel y a todos los críticos del Islam, así como a los kemalistas turcos. Muhammed R. nació en Pristina (Kosovo), en 1988 y, según las autoridades, ya ha difundido contenidos yihadistas y antisemitas y ha pedido ataques terroristas en el pasado. R. permaneció en Alemania al menos entre 1991 y 2019. En 2019, eludió una orden de arresto por resistirse a los agentes del orden con insultos y lesiones corporales intencionadas y presumiblemente se fue al extranjero. Se le ha prohibido la entrada al espacio Schengen. El ataque con cuchillo en Mannheim llegó a los medios internacionales.

### Organizaciones
Ante la noticia de la muerte del policía gravemente herido, el jefe regional del sindicato de policía alemán, Ralf Kusterer, criticó el hecho de que las campañas contra el odio y la agitación difícilmente abordan los problemas dada la violencia despiadadamente brutal, inhumana y a menudo mortal que los agentes de policía encuentran a diario: «Las discusiones sobre la democracia y la libertad de expresión no alcanzan a los perpetradores que son capaces de cometer un delito, ni a fanáticos religiosos, cuyo mundo de ideas nos parece completamente ajeno y absurdo.»
Aiman Mazyek, presidente del Consejo Central de Musulmanes en Alemania, afirmó: «La muerte del policía de Mannheim me entristece y me deja atónito. Cualquiera que ataque fatalmente a agentes de policía nos está atacando a todos y estamos unidos contra ello».

### Política
Poco después del ataque, el ministro del Interior, Faeser, afirmó que era responsabilidad de las autoridades encargadas de hacer cumplir la ley determinar el motivo y añadió: «Las imágenes de este brutal acto de violencia son impactantes». El canciller Olaf Scholz (SPD) afirmó que tales actos de violencia son inaceptables y que el autor debe ser «severamente castigado». El presidente federal Frank-Walter Steinmeier (SPD) también condenó el acto «en los términos más enérgicos posibles». El ministro del Interior, Strobl, visitó el lugar del crimen. El alcalde de Mannheim , Christian Specht (CDU), describió el ataque con cuchillo como un «vil y brutal ataque terrorista como parte de un evento crítico con el Islam».
El secretario general de la CDU, Carsten Linnemann, dijo el 2 de junio de 2024 que Alemania tiene un problema de islamismo «masivo». Pidió una dura lucha contra el islamismo en Alemania. El gobierno federal debe volver a poner el tema en la agenda y reactivar el grupo de expertos «Islam político» en el Ministerio Federal del Interior, que el gobierno federal descontinuó en 2022.
El 3 de junio de 2024, el parlamento estatal de Hesse y dos días después el Bundestag recordaron al policía asesinado con un minuto de silencio.
El Ministro de Finanzas de Baden-Württemberg, Danyal Bayaz (Verdes), afirmó que si se confirma la sospecha de un acto motivado por los islamistas, ya sería «hora de un debate honesto sobre los peligros del islamismo, sin ingenuidad, sin anteojeras, sin dobles raseros», y enfatizó que un debate es razonable «si no coloca a nadie bajo sospecha generalizada». La ministra federal de Asuntos Exteriores, Annalena Baerbock (Verdes), advirtió contra la explotación del fatal ataque con cuchillo para un debate sobre una política migratoria más estricta, y añadió: «Si el objetivo de los extremistas, ya sean de extrema derecha o islamistas, es dividir las sociedades libres, la respuesta tiene que ser que nosotros como sociedad respondamos a esto unidos». Unos días después del ataque, políticos del SPD y del FDP comentaron sobre posibles deportaciones de criminales afganos a su país de origen, Afganistán. El diputado del grupo parlamentario del SPD, Dirk Wiese, dijo al periódico Süddeutsche Zeitung que aquellos que cometieran delitos graves en este país y no tuvieran pasaporte alemán tendrían que abandonar Alemania lo antes posible, incluso si procedieran de Afganistán. Instó al Ministerio de Asuntos Exteriores a despejar el camino para las deportaciones a Afganistán y también pidió una ampliación de las zonas de prohibición de cuchillos en los municipios. Ricarda Lang (Verdes) dijo: «El islamismo es el enemigo de una sociedad libre». Esto «debe combatirse, en términos de política de seguridad y de la sociedad en su conjunto». Lamya Kaddor (Verdes) se pronunció a favor de que los delincuentes que cometen delitos en Alemania «reciban aquí también su castigo». Omid Nouripour (Verdes) cuestionó hasta qué punto tienen sentido las negociaciones con los talibanes sobre acuerdos de deportación, porque «si damos dinero a los islamistas, pueden utilizarlo para construir redes. Eso no contribuye a nuestra seguridad».
En una declaración del gobierno en el Bundestag el 6 de junio de 2024, el canciller Olaf Scholz (SPD) dijo que el ataque con cuchillo fue «una expresión de una ideología misantrópica, del islamismo radical. Sólo hay un término para esto: terror. Declaramos la guerra al terrorismo». Explicó que el gobierno quería volver a hacer posible la deportación de criminales graves a Afganistán y Siria. Los intereses de seguridad de Alemania superan el interés de protección del perpetrador. «La glorificación de los crímenes terroristas también debe convertirse en motivo de deportación». Pidió zonas de prohibición de cuchillos en toda Alemania.